# The 24th Day
The 24th day (Atracción fatal) es una película de 2004 protagonizada por Scott Speedman y James Marsden. La película está basada en la obra de teatro del mismo nombre, escrita por Tony Piccirillo, director de la cinta.

## Argumento
Tom y Dan  se conocen en un bar y se deciden ir al apartamento de Tom juntos.  Ese apartamento no es nuevo para Dan, que reconoce el apartamento.
Cinco años antes, los dos hombres mantuvieron una noche de sexo allí, que Tom asegura que fue la primera y única experiencia homosexual de su vida.  
Algunos años después, la mujer de Tom resulta ser positiva de VIH, justo después de enterarse del diagnóstico, se mató en un accidente del tráfico.  Las pruebas revelaron que Tom era VIH positivo igual que su esposa.  Tom se culpa por la muerte de su esposa, ya que la noticia influyó en el accidente de tráfico, y fue él quien le transmitió el VIH a su mujer, en consecuencia, odia a Dan por transmitirle el virus a él. 
Tom culpa a Dan y lo responsabiliza directamente de la muerte de su esposa, así que trama un plan para vengarse.  Tom lo secuestra y le extrae sangre para determinar su situación con el VIH.  Si la prueba de Dan es positiva, lo matará. Si los resultados son negativos, le dejará ir sin hacerle daño.

## Reparto
- James Marsden es Dan.
- Scott Speedman es Tom.
- Sofia Vergara es Isabella.
- Barry Papick es Sr. Lerner
- Charlie Corrado es el oficial 1.
- Jarvis W. George es  el oficial 2.
- Scott Roman es el camarero.
- Jeffrey Frost es el asistente de Dan.
- Jona Harvey es Marla.
- Thea Chaloner es la esposa.

## Críticas
La cinta obtuvo en muchos casos pésimas críticas que solo destacan el trabajo de los dos actores protagonistas, dando las gracias a los protagonistas por salvar la película.
Resulta para muchos aburrida, tópica, y demasiado simple, como una obra de teatro grabada para cine, quizás porque la mayor parte de la película recae sobre los dos protagonistas solos.
Las críticas más ácidas ven en el hecho de relacionar homosexualidad y VIH un tópico sin cabida, y que el paciente original de VIH sea homosexual, un tema totalmente prescindible.